# Lorenz Frølich
Lorenz Frølich (født 25. oktober 1820 i København, død 25. oktober 1908 i Hellerup) var en dansk maler, tegner og grafiker kendt for sine historiske bogillustrationer. Han udførte udsmykningsopgaver, bl.a. Appellationsretten i Flensborg og loftsmalerier på Frederiksborg Slot. Lorenz var far til maleren Edma Stage.

## Uddannelse
Han var søn af grosserer Johan Jacob Frølich og Vilhelmine Pauline f. Tutein. Trods modstand fra familien fik han lov at hellige sig kunsten, og allerede som barn fik han undervisning af Martinus Rørbye, Herman Wilhelm Bissen og senest Christoffer Wilhelm Eckersberg og Christen Købke. I 1840 rejste han til kunstskolerne i München og Dresden. Han var hjemme i 1845 og vendte tilbage til Dresden og i 1846 videre til Rom. Her blev han fem år. I 1851 tog han til Paris, besøgte Danmark i 1854 og tog igen til Paris, hvor han blev til 1873. Hans talrige illustrationer til franske børnebøger medførte, at en fransk børnebog længe hed un Froelich.
I 1855 gift i Paris med Carolina Charlotta in de Betou. Han boede i Paris til hustruens død, bortset fra et ophold i Flensborg 1856-57. Fra 1873 opholdt han sig i Danmark og giftede sig i 1878 med enken Benedicte Ulfsparre f. Treschow.
Frølich blev Ridder af Dannebrogordenen 1857, Dannebrogsmand 1898 og Kommandør af 2. grad 1901. Han blev desuden medlem af Akademiraadet 1877, titulær professor 1890 og etatsråd 1894.

## Arbejder
Under sine rejser i 1840'erne i Tyskland blev han bekendt med de tyske illustratorers stil især Ludwig Richter, som han selv nævner som inspirationskilde. Den og Nordens oldtid fik afgørende betydning for hans virke som grafiker, maler og tegner af kunstnermøbler
Frølich var flittigst som tegner og illustrator. Han gengav barnelivet i en række børnebøger, illustrerede H.C. Andersens Eventyr, Fabricius Illustreret Danmarkshistorie for Folket og Gjøgleriet i Utgård (til Oehlenschlägers tekst) og udgav serien Nordens guder. I disse arbejder ses hele hans romantisk-oehlenschlägerske opfattelse af Nordens oldtid – ofte med en overraskende, malerisk virkning.
Han er begravet på Gentofte Kirkegård.

## Billeder
| - Lorenz Frølich portrætteret - Af J. Th. Lundbye omkring 1839 - Selvportræt, 1852 ? - Frølich med hustru og datter, 1960 - Af Julius Paulsen, 1890 - Frølich Af ukendt kunstner |

| - Tegninger af Lorenz Frølich - Thyra Danebod, 1855 - Ymir dræbes af Odin og hans brødre - Odin og hans brødre skaber verden - Tegning til H. C. Andersens eventyr Hyldemoer. - Illustration til H.C. Andersens "Hvad Tidselen oplevede" |

| - Tryk af Lorenz Frølich – Illustrationer - Fragtvognen, 1837 - En hunds liv, 1838 Radering - Hyldemor, 1844 - Oehlenschlägers digt De to kirketårne, ca. 1844 - illustration til Christian Winthers Hjortens Flugt, 1856 - Ill. til Amor og Psyche, 1862 |

| - Andre værker af Lorenz Frølich - Charlottenlund, 1837 - Landskab nær Holmstrup på Sjælland, 1845 - Maleren P.C. Skovgaard, 1845 - Landskab nær Subiaco (sv), Lazio i Italien, 1847 - Hans Brøchner, Rom 1847 - Fru Lina Frølich med solhat, 1859 - Holberg overværer en prøve på Erasmus Montanus, 1888 |